# West Side Story
West Side Story ist ein US-amerikanisches Musical, das 1957 uraufgeführt wurde. Die Musik stammt von Leonard Bernstein, die Gesangstexte von Stephen Sondheim und das Buch von Arthur Laurents. Die Idee stammte ursprünglich vom Choreographen Jerome Robbins. Die Urfassung trug den Namen East Side Story.
1961 wurde das Musical erstmals verfilmt. Darsteller waren Natalie Wood als Maria, Richard Beymer als Toni und Rita Moreno als Anita. Die Produktion wurde mit zehn Oscars ausgezeichnet. 

## Entstehung
Die Idee für das Musical West Side Story entstand 1949. Am 6. Januar schlug der Choreograph und Produzent Jerome Robbins dem zu dieser Zeit bereits recht bekannten Komponisten Leonard Bernstein in New York City vor, eine moderne Version von Romeo und Julia auf die Bühne zu bringen. Zusammen entwickelten sie ein Konzept zur East Side Story. Die Idee war, ein Musical zu schreiben, das der Oper nicht zu nahekommen sollte. Robbins schlug als Textautor den Schriftsteller, Regisseur und Broadway-Drehbuchautor Arthur Laurents vor. Tatsächlich wählte Bernstein Laurents nach einem Treffen in New York am 10. Januar als Verfasser aus. Bereits im April erhielt er in Columbus (Ohio) die Entwürfe für die ersten vier Szenen. Dann wurde das Projekt verschoben, weil die Mitwirkenden keine Zeit hatten.
Als Bernstein den Text wieder aufnahm, wählte er im Juni 1955 als Thematik des Musicals die ethnischen Konflikte zwischen Puerto-Ricanern und US-Amerikanern, da ihm die erste Idee, jüdisch-christliche Probleme zu behandeln, zu altmodisch erschien. Außerdem benannte er das Stück von East Side Story in West Side Story um. Von September bis November begann das Projekt erneut, es wurden sogar schon erste Rollen besetzt. Dann wurde das Projekt um ein Jahr verschoben, weil Bernstein an einem anderen Stück arbeitete. Er merkte, dass es harte Arbeit sein würde, die West Side Story fertigzustellen und sie durchzusetzen.
Von Februar bis Juli 1957 wurde das Projekt dann endgültig realisiert. Es wurden Proben durchgeführt, 40 Jugendliche in das Stück eingeführt und Entwürfe für die Szenen sowie für die Kostüme fertiggestellt. Am 19. August fand die Vorpremiere im National Theatre in Washington statt. Die West Side Story wurde vom Publikum sehr gut aufgenommen und ein großer Erfolg. 1960 wurde sie im Winter Garden Theatre wiederaufgenommen und 1961 wurde sie verfilmt. Die erste deutschsprachige Aufführung fand 1968 in der Volksoper Wien statt.

## Handlung
Die Handlung ist eine Übertragung von William Shakespeares Tragödie Romeo und Julia in das New York City der 1950er Jahre. Die Liebesgeschichte spielt sich dabei vor dem Hintergrund eines Bandenkriegs rivalisierender ethnischer Jugendbanden ab: der US-amerikanischen Jets und der puerto-ricanischen Sharks. Das Musical beginnt damit, dass sich die Jets und die Sharks auf der Straße begegnen und es zu einer Auseinandersetzung kommt. Diese wird jedoch noch rechtzeitig von Officer Krupke unterbunden (Prolog).
Riff, der Anführer der Jets, schlägt seiner Gang einen klärenden Kampf zwischen ihnen und den Sharks vor. Für diesen Kampf will er auch seinen Freund Tony, den früheren Anführer und Mitbegründer der Jets, der aber aus der Gang ausgetreten ist, gewinnen (Jetsong). Und tatsächlich kann er Tony, der auf der Suche nach etwas Großem, Bestehendem ist, schließlich überzeugen, mitzukommen (Something’s Coming). An diesem Abend soll Bernardo, der Anführer der Sharks, bei einem Besuch in der Tanzhalle mit seiner Gang zum Kampf herausgefordert werden.
In der Tanzhalle (The Dance at the Gym) passiert etwas, was den Konflikt noch verschärft: Tony und Maria, Bernardos Schwester, die erst vor kurzem aus Puerto Rico angekommen ist, verlieben sich auf der Stelle ineinander, als sie sich zum ersten Mal sehen. Tony spürt, dass Maria das ist, was er gesucht hat. Bernardo gefällt das nicht, und er schickt Maria nach Hause. Riff und Bernardo verabreden sich, um in Doc’s Drugstore, wo Tony arbeitet, Kriegsrat zu halten.
Tony folgt Maria (Maria); sie gestehen sich auf Marias Balkon ihre Liebe (Tonight) und verabreden sich für den nächsten Tag.
Die Jets sind bereits in Doc’s Drugstore und warten auf die Sharks. Dann treffen die Sharks ein, und der Kampf für den nächsten Abend wird festgelegt. Tonys Vorschlag, einen Zweikampf auszuführen, wird nach einigem Zögern angenommen, und am nächsten Abend treffen sich beide Gangs unter einer Autobahnbrücke, um diesen auszutragen (The Rumble). Bevor dies geschieht, kommt Tony aufgebracht hinzu. Auf Marias Wunsch versucht er, den Kampf zu verhindern. Bernardo missversteht Tonys Absicht und fordert ihn zum Kampf heraus. Das gefällt Riff nicht, und er schlägt Bernardo nieder. Daraufhin zücken die beiden Springmesser. Bevor Tony oder irgendein anderes Mitglied der beiden Gangs eingreifen kann, ersticht Bernardo Riff. Dies entfacht einen heftigen Kampf, in dem Tony Bernardo mit dem Messer seines Freunds Riff tötet. Dieser Kampf endet beim Eintreffen der Polizei.
Chino überbringt Maria die Nachricht vom Tod ihres Bruders Bernardo. Als Tony bei Maria auftaucht, macht sie ihm heftige Vorwürfe. Er überzeugt sie davon, dass Bernardos Tod nicht beabsichtigt war. Die beiden fallen einander in die Arme und träumen von einer besseren Zukunft (Somewhere).
Als Anita auftaucht, flieht Tony, vergisst jedoch seine Jacke. Anita bemerkt das sofort und rät Maria, von ihm abzulassen, da er schlecht für sie sei (A Boy like That). Maria überzeugt sie jedoch von ihrer Liebe zu Tony (I Have a Love). Sie schickt Anita zu Doc’s Drugstore, um Tony die Nachricht von einem Treffen am Abend zu überbringen, als Lieutenant Schrank hereinkommt, um Maria zu den Morden des Vorabends zu befragen.
Im Drugstore möchte Anita Tony die Nachricht von Maria überbringen. Die Jets trauen ihr jedoch nicht und unternehmen den Versuch, sie zu vergewaltigen (Taunting). Daraufhin behauptet sie, dass Chino Maria aus Eifersucht erschossen habe. Als Doc, der Besitzer von Doc’s Drugstore, Tony diese Nachricht überbringt, beginnt dieser, verzweifelt durch die Straßen der West Side zu laufen, um Chino zu finden, dass dieser ihn ebenfalls erschieße. Dabei trifft er auf Maria und läuft auf sie zu. Doch da erscheint Chino und erschießt Tony in Marias Armen.
Schließlich begreifen die Gangs, dass es sich nicht lohnt, wegen ihrer Konflikte Menschen zu töten. Sie tragen gemeinsam die Leiche von Tony davon (Somewhere Reprise).

## Musik
Bernstein kombinierte verschiedenste Musikelemente miteinander: verschiedene Jazzströmungen, klassische Oper und lateinamerikanische Tanzmusik. Durch die Verwendung bestimmter musikalischer Mittel charakterisiert er die rivalisierenden Gruppen Jets und Sharks.

### Charakterisierung der Jets
Die Jets sind eine Gruppe von jungen einheimischen New Yorkern, die in den wirtschaftlich schwächeren Teilen der Stadt aufwachsen. Um das Lebensgefühl der Jets auszudrücken, greift Bernstein auf die modernste, „progressivste“ Musik der 1950er Jahre zurück, den Progressive Jazz. Diese Stilrichtung ist eine Verbindung von Jazz und europäischer Kunstmusik. Elemente des Progressive Jazz sind vor allem in den Liedern „Cool“ und „Jet-Song“ erkennbar.
Musikalische Mittel zur Charakterisierung der Jets in „Cool“
- treibender hektischer Rhythmus
- ostinate Begleitfiguren
- viele tonleiterfremde „dissonante“ Töne
- zahlreiche große Tonsprünge
- starke Synkopierungen
- „abgerissene“ Melodieführung
- eine von den Jazzbands übernommene Instrumentierung und Tongebung

### Charakterisierung der Sharks
Die Sharks (Haie) sind eine Gruppe von zugezogenen Puerto-Ricanern. Diese treffen in den Slums New Yorks auf die Jets, was immer wieder zu Konflikten zwischen den beiden ethnischen Gruppen führt. Bernstein gelang es, diese Spannungen in die Musik mit einzubringen. Musikalisch werden die Sharks durch lateinamerikanische Tanzmusik charakterisiert.
Musikalische Mittel zur Charakterisierung der Sharks in „America“
- beschwingter tänzerischer Rhythmus
- keine Synkopen, dafür Hemiolenrhythmus (Wechsel zwischen 6/8 und 3/4). Dieser Rhythmus kommt oft in lateinamerikanischen Tänzen vor und nennt sich „Huapango“.
- großes Unterhaltungsorchester mit besonderer Betonung lateinamerikanischer Perkussionsinstrumente
- weiche Tongebung (vokal und instrumental)
- Wechsel von staccato und portato

### Verbindung der Musikrichtungen
Mit der Liebesbeziehung zwischen Maria und Tony verbinden sich die unterschiedlichen Kulturen der Jets und der Sharks und somit auch die verschiedenen Musikrichtungen. Dies setzt Bernstein um, indem er in „Maria“ musikalische Elemente der Jets (wie den Tritonus) mit charakterisierenden Elementen der Sharks (Huapango-Rhythmus) in Verbindung bringt.

## Musikalische Nummern
Erster Akt
- Prologue (Tanz) – Jets und Sharks
- Jet Song – Riff und die Jets
- Something’s Coming – Tony
- The Dance at the Gym – Jets und Sharks
- Maria – Tony
- Tonight – Tony und Maria
- America – Anita, Rosalia und die Shark-Girls
- Cool – Riff und die Jets
- One Hand, One Heart – Tony und Maria
- Tonight (Quintet und Chorus) – Anita, Tony, Maria, Jets und Sharks
- The Rumble (Tanz) – Jets und Sharks

Zweiter Akt
- I Feel Pretty – Maria, Consuelo, Rosalia, Teresita und Francisca
- Somewhere – Somewhere Girl und Company
- Gee, Officer Krupke – Action, A-rab, Diesel, Snowboy und die Jets
- A Boy Like That/I Have A Love – Anita und Maria
- Taunting – Anita und die Jets
- Finale – Tony und Maria

## Sinfonische Tänze
1960 arrangierte Bernstein einige Nummern des Musicals als Suite für Orchester unter dem Titel Symphonic Dances from West Side Story: Die Uraufführung erfolgte 1961 durch die New Yorker Philharmoniker unter der Leitung von Lukas Foss bei einer Gala zu Ehren Bernsteins.
- Prologue (Allegro moderato): wachsende Spannung zwischen den Gangs
- Somewhere (Adagio): im Traum vereinigen sich Gangs in Freundschaft
- Scherzo (Vivace leggiero): die Teenager verlassen die Citygrenzen und finden sich in einer freundlichen Welt
- Mambo (Meno presto): zurück in der gewaltsamen Realität
- Cha-Cha (Andantino con grazia): Tony und Maria tanzen zum ersten Mal zusammen
- Meeting Scene (Meno mosso): erster Austausch von Worten zwischen den Liebenden
- Cool, Fugue (Allegretto): die Feindseligkeit der Jets explodiert
- Rumble (Molto allegro): Höhepunkt der Feindseligkeit, bei dem die beiden Gangführer getötet werden
- Finale (Adagio): Tony stirbt in Marias Armen, der Traum von „Somewhere“ kehrt zurück

## Schallplatten-Einspielungen
Die West Side Story wurde mehrfach für Schallplatte oder CD eingespielt. Nachfolgend einige Beispiele:
- 1957: Aufnahme mit der Original-Broadway-Besetzung: Carol Lawrence als Maria, Larry Kert als Tony und Chita Rivera als Anita.
- 1959: Ein Jazz-Album von Pianist André Previn mit acht Songs aus dem Musical.
- 1961: Soundtrackalbum zur Verfilmung mit Marni Nixon als Maria, Jim Bryant als Tony und Rita Moreno (in einer Gesangsnummer Betty Wand) als Anita. In der Verfilmung sangen die Hauptdarsteller bis auf Moreno im Lied America nicht selbst.
- 1962: Oscar Peterson und sein Trio nahmen eine Jazzversion des Musicals auf.
- 1985: Leonard Bernstein nahm persönlich als Dirigent erstmals eine Studioversion seines Musicals auf.[5] Die Maria wurde von Kiri Te Kanawa gesungen, Tony von José Carreras und die Anita von Tatiana Troyanos. Außerdem sang Marilyn Horne das Lied Somewhere. Die Produktion wurde im Film Leonard Bernstein Conducts West Side Story / Alternativtitel: The Making of „West Side Story“ (BBC, Unitel 1985) dokumentiert.[5]

## Verfilmungen
1961 wurde das Musical erstmals verfilmt. Darsteller waren Natalie Wood als Maria (Gesang: Marni Nixon), Richard Beymer als Tony (Gesang: Jim Bryant) und Rita Moreno als Anita. Die Produktion wurde mit zehn Oscars ausgezeichnet. 
Steven Spielberg gab 2014 bekannt, dass er eine Neuverfilmung des Musicals plane, die sich enger an das Original halte als der Film von 1961. Die Rollen sollten entsprechend der Ethnien der Figuren besetzt werden. Der Film sollte 2020 in die Kinos kommen; dies wurde wegen der COVID-19-Pandemie auf Dezember 2021 verschoben.

## Dokumentationen
- Leonard Bernstein Conducts West Side Story / Alternativtitel: The Making of „West Side Story“ (BBC, Unitel 1985). Knapp 90-minütiger Dokumentarfilm über Leonard Bernsteins erste eigene Tonträger-Einspielung von West Side Story. Mit Kiri Te Kanawa als Maria, José Carreras als Tony und Tatiana Troyanos als Anita.
- West Side Story – Bernsteins Broadway Hit (Deutschland 2018). 52-minütiger TV-Dokumentarfilm von Axel Fuhrmann für NDR und Arte über die Entstehung des Musicals „West Side Story“.